# Libert de Pape
Pour les articles homonymes, voir de Pape.
Libert de Pape fut le 35e abbé de l'établissement religieux dénommé abbaye de Parc, de 1648 à sa mort en 1682. Ce monastère de l'ordre des Prémontrés situé dans le brabant flamand, en Belgique, près de Louvain, fondée en 1129, est toujours en activité en 2021.
L'abbé Libert de Pape a rationalisé l'administratif de l'abbaye de Parc, en compulsant tous les documents existants et en faisant travailler les copistes durant sept ans. Il a ensuite publié une chronologie de l'abbaye et créé une bibliothèque. Il a établi une correspondance avec les chefs des autres abbayes prémontrés de Belgique. Il a encouragé les belles-lettres et les beaux-arts, intervenant en mécène. Il a mené à bien différents travaux architecturaux, sur le dortoir, la façade sud, la ferme de l'abbaye, le refuge de Louvain, les églises d'Archennes et de Werchter, des chapelles de Blanden et de Notre-Dame-au-Bois.
Sur le plan religieux, après les troubles du XVIe siècle, il a pontifié en grande pompe comme archichapelain devant des sommités et même chanté lors d'obsèques. Il fut vicaire général de l'ordre des Prémontrés pour les circaries de Brabant et de Frise. Plusieurs fois, il fut pressenti pour occuper des fonctions importantes dans la hiérarchie catholique, mais est resté au sein de son ordre.
Sur le plan politique, il fut diplomate en direction de l'Allemagne et de la France, membre des États de Brabant durant 34 ans en notant tous les événements, visiteur de l'Université de Louvain.

## Chronologie

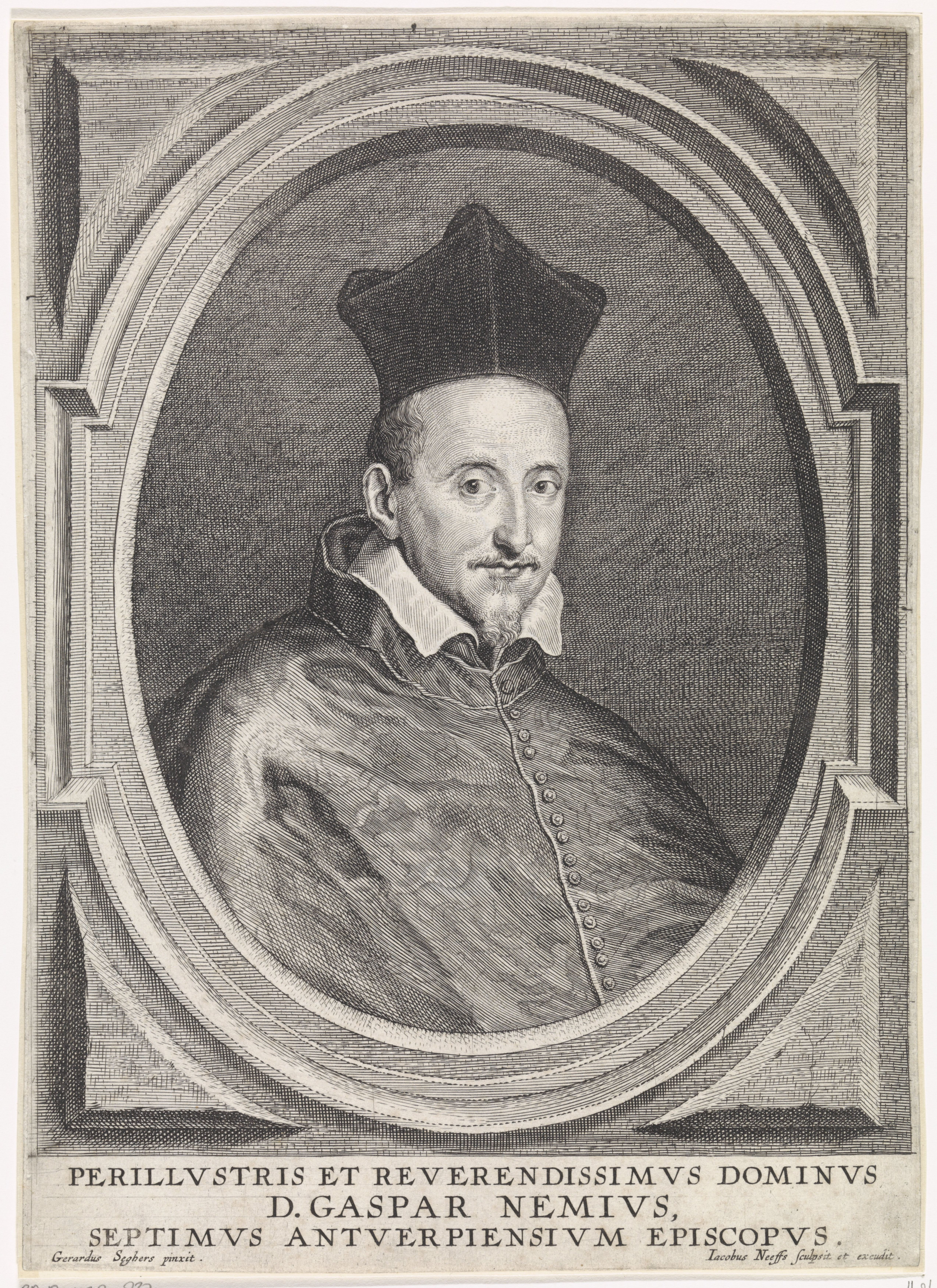
L'évêque Gaspard Nemius

Libert de pape est né à Louvain, le 13 juin 1618, d'une famille patricienne, de Corneille de Pape, docteur en droit et avocat de profession, et d'Anne Van Den Hove, apparenté aux familles Pels et de la Cousture,. Son oncle est Martin Van Den Hove, fiscal au conseil de Brabant, et son frère, le chevalier Léon de Pape, seigneur de Glabbeek, est devenu président du conseil privé en Brabant.
Il est profès en 1637, prêtre en 1642, prior vacantiarum au collège des Prémontrés de Louvain en 1645 puis sous-prieur en 1646. Il enseigne tout d'abord la philosophie à son monastère puis continue ses études théologiques à l'Université de Louvain pour y devenir licencié,. 
Il est élu abbé de Parc en 1648 par le vote des religieux et bénit le 25 mars 1648 dans la chapelle de Berlaymont à Bruxelles, par Gaspar Nemius, évêque d'Anvers. Il meurt à Bruxelles le 7 juillet 1682 et est inhumé dans la crypte de l'église de Parc. Son éloge panégyrique est prononcé par le docteur Le Drou le 31 août 1682.

## Abbatiat

### Administratif
L'abbé Libert de Pape compulse tous les registres de comptabilité de son monastère. Il en examine les chartes, faisant copier l'ensemble des actes, assurant leur classification durant sept années, pour aboutir à 33 volumes. Il fait dresser un plan de toutes les propriétés de l'abbaye de Parc par des arpenteurs,.

### Intendance
L'abbé Libert de Pape fait agrandir le dortoir et élever la façade en pierre de taille située au sud. Il fait rebâtir les constructions de la ferme de l'abbaye, inaugurées en 1665. Il est aussi à l'origine d'une partie du refuge de Parc à Louvain, du chœur de l'église d'Archennes, de la tour de l'église de Werchter, de la chapelle de Blanden et de la chapelle de Notre-Dame-au-Bois.
Du temps de cet abbé, 52 religieux sont acceptés à l'abbaye.

### Archiviste
L'abbé Libert de Pape publie une chronologie de l'abbaye de Parc, depuis son origine, en compulsant toutes les pièces des archives du monastère. En 1672, il met en place une bibliothèque remarquable.

### Affaires religieuses
L'abbé Libert de Pape peut pontifier en grande pompe, à Bruxelles, devant l'archiduc Léopold, étant donné que la dignité d'archichapelain est remise à l'honneur, après les troubles du XVIe siècle. En outre, le 13 juillet 1657, lors des obsèques de l'empereur Ferdinand à la chapelle de la cour, il chante pontificalement les absoutes à la place du quatrième évêque.
En 1652, l'abbé Libert de Pape est nommé vicaire général de l'ordre des Prémontrés dans la circarie de Brabant et de Frise. Il est nommé juge synodal de l'archevêché de Malines en 1665. En 1672, alors que le gouverneur des Pays-Bas, le comte de Monteray, le désigne pour l'évêché de Ruremonde, il refuse ce poste. Le duc de Villa-Hermosa, gouverneur du pays, et les États de Brabant, le proposent en 1677 pour l'évêché d'Anvers, le siège étant devenu vacant par la mort d'Ambroise de Capello, mais la Cour d'Espagne refuse, le soupçonnant de jansénisme.

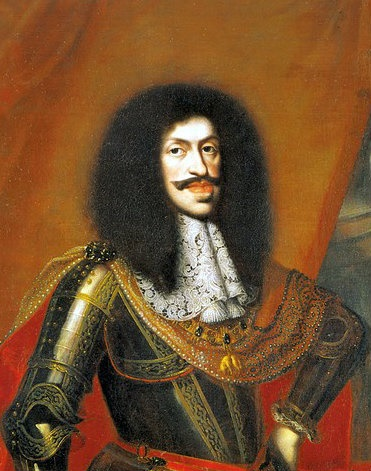
Léopold Ier du Saint-Empire
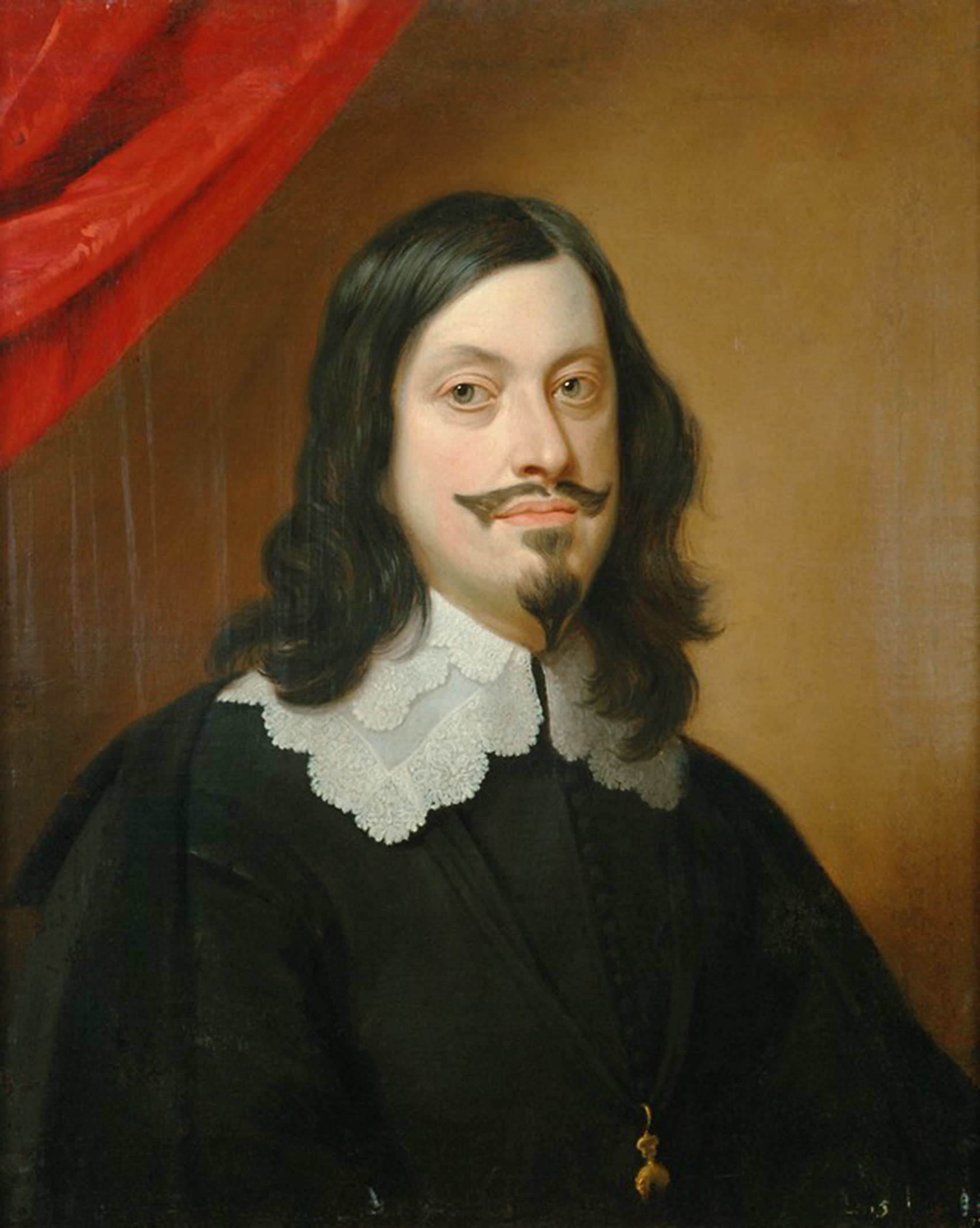
Ferdinand III du Saint-Empire
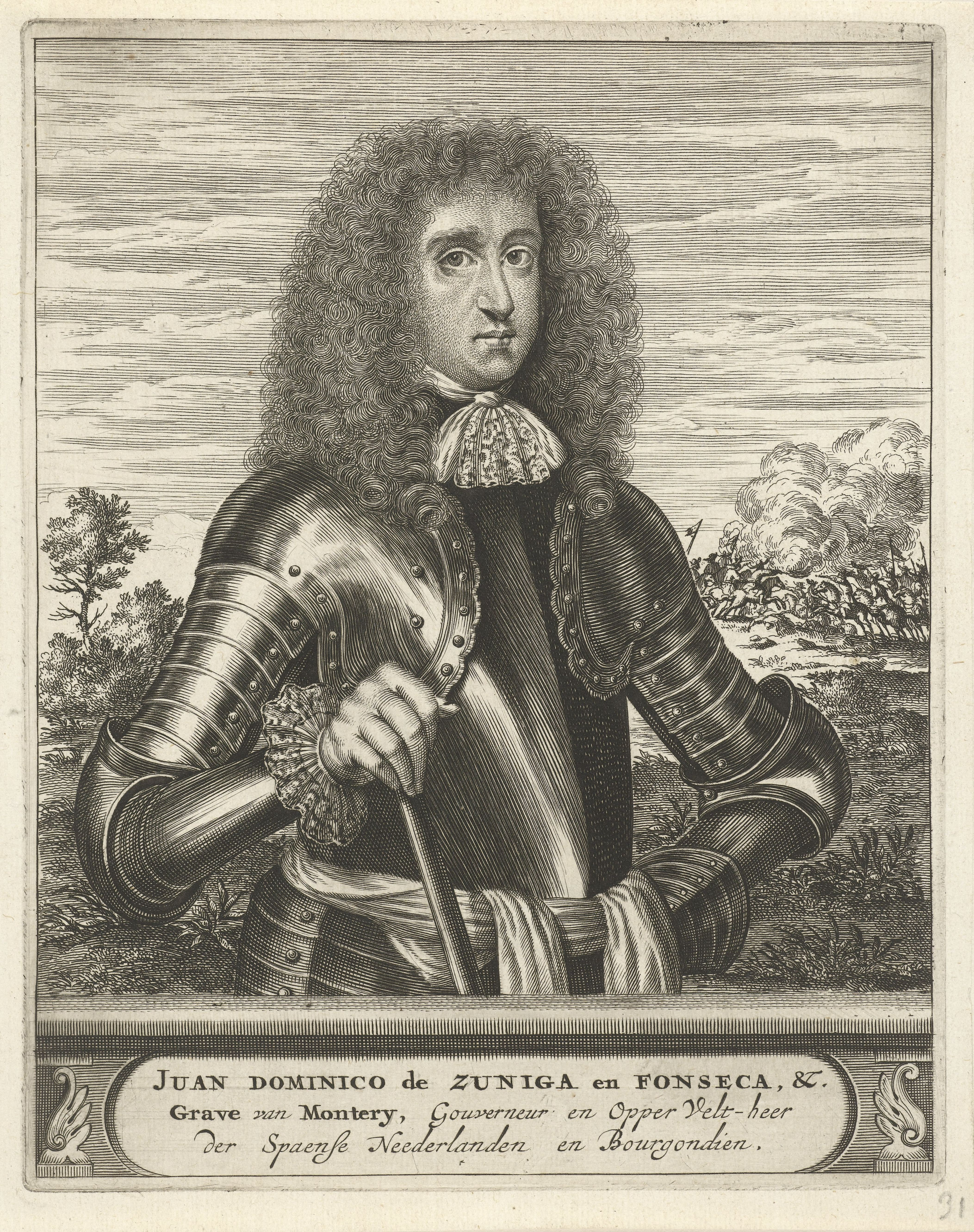
Le comte de Monteray

### Affaires politiques

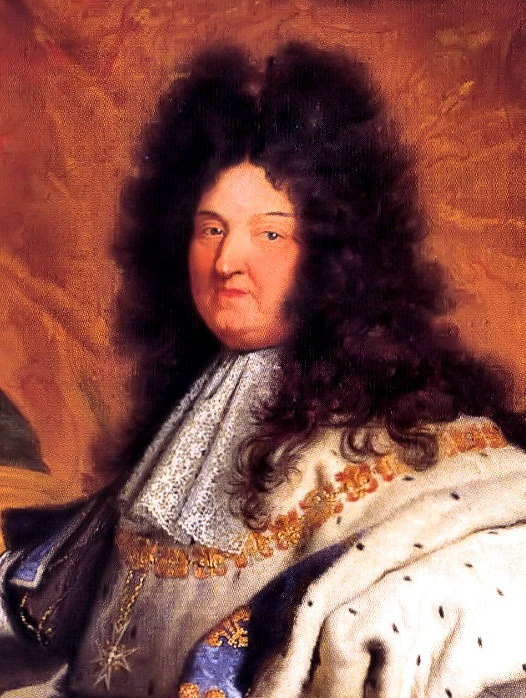
Louis XIV, roi de France

Le général de l'ordre des Prémontrés le charge, en 1657, d'une mission importante en Allemagne, pour arranger des affaires compliquées.
L'abbé Libert de Pape est membre de l'assemblée des États de Brabant à partir de 1664, et ce durant 34 ans pendant lesquels il note jour par jour les divers événements. Il résume ainsi les débats en plusieurs volumes. Il fait partie de la commission permanente du 25 juillet 1664 jusqu'en mai 1674, en étant un des plus illustres conseillers. En 1664, il est envoyé en députation vers le roi de France, à l'effet de le déterminer à révoquer certaines ordonnances qui blessaient les privilèges de l'ordre des Prémontrés. Son audience par Louis XIV a lieu le 9 août 1664,.  
En 1674, l'abbé Libert de Pape est visiteur de l'Université de Louvain. Il est chargé, en 1677, par le gouverneur du pays, de prendre des informations sur la transgression des ordonnances de l'Alma Mater, s'acquittant de cette charge et communiquant le résultat au gouverneur. Quand l'université devient propriétaire des Halles et qu'elle les rehausse d'un étage, en 1680, la première pierre est posée par l'abbé Libert de Pape.
Enfin, l'abbé Libert de Pape établit une correspondance avec les chefs des autres abbayes prémontrés situées en Belgique.

### Arts et mécénat

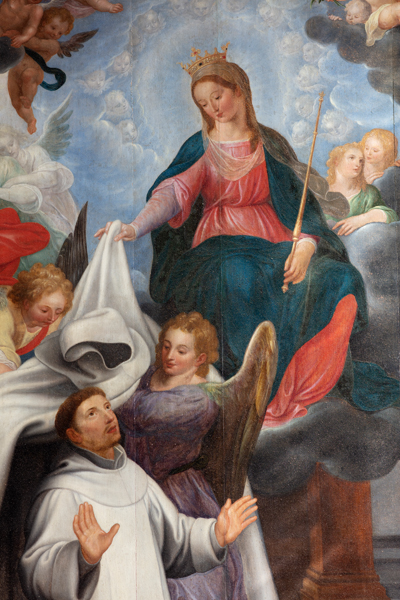
Norbert de Xanten

L'abbé Libert de Pape ajoute au maître-autel des statues de saint Norbert, placées dans des niches.
Il encourage les belles-lettres et les beaux-arts en donnant plusieurs objets aux églises et aux couvents, enrichissant aussi sa propre abbaye, notamment l'abbatiale, de plusieurs chefs-d'œuvre,. Notamment, pour cette église, il fait confectionner de riches ornements par les brodeurs Van der Baren de Bruxelles et François Geerts de Malines.
En 1648, pour 50 patagons, il fait faire un tableau pour l'autel de l'église Saint-Pierre de Louvain, pour 1000 florins il fait construire un maître-autel à l'église de Saint-Quentin, il fait mettre en place des fenêtres peintes au cloître des Récollets à Louvain, au cloître des Sœurs Noires de Louvain, et au cloître des religieuses Norbertines à Anvers, au chœur des Sœurs Grises à Tirlemont, contribuant encore à améliorer les bâtisses des Augustins et des Dames anglaises à Louvain.
À plusieurs reprises, il tient un rôle de mécène auprès de jeunes étudiants des belles lettres.
Par ailleurs, il fait peindre de nombreux tableaux, notamment des scènes de la vie de Norbert de Xanten, par les peintres Jean Coxcie, peintre de paysages, et maître Rintel pour les figures.

## Postérité

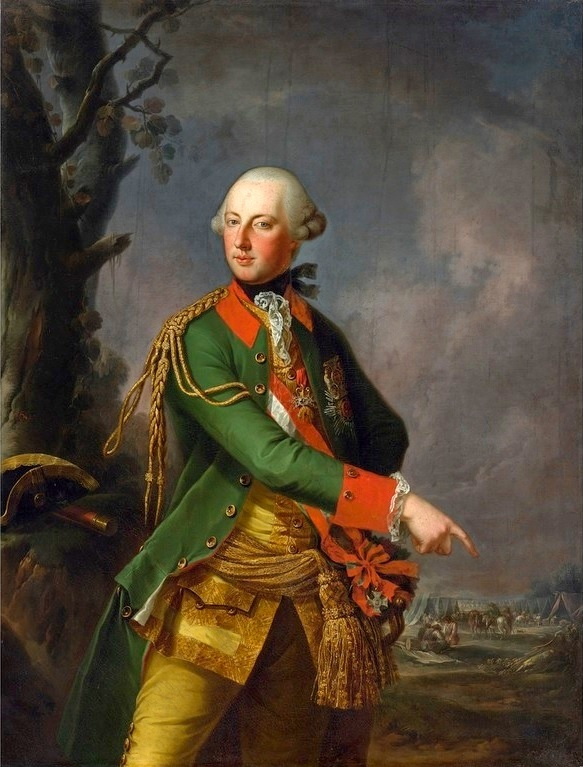
L'empereur Joseph II

### Indication posthume
Dans son ouvrage cité plus bas, J.E. Jansen accompagne la chronologie de l'abbé Libert de Pape d'une indication en latin le concernant et qu'un outil informatique traduit par « Homme exemplaire, digne du ciel, orné de toutes sortes de littératures, des vertus, en un mot, le soleil de l'Ordre, des Pays-Bas, pour ne pas dire le premier prix du monde ».

### Portrait
Le portrait de l'abbé Libert de Pape fut autrefois conservé à Parc, mais après la suppression du monastère par Joseph II, le Gouvernement le cède au major de Miraumont, qui est de sa famille.

### Armes de l'abbé

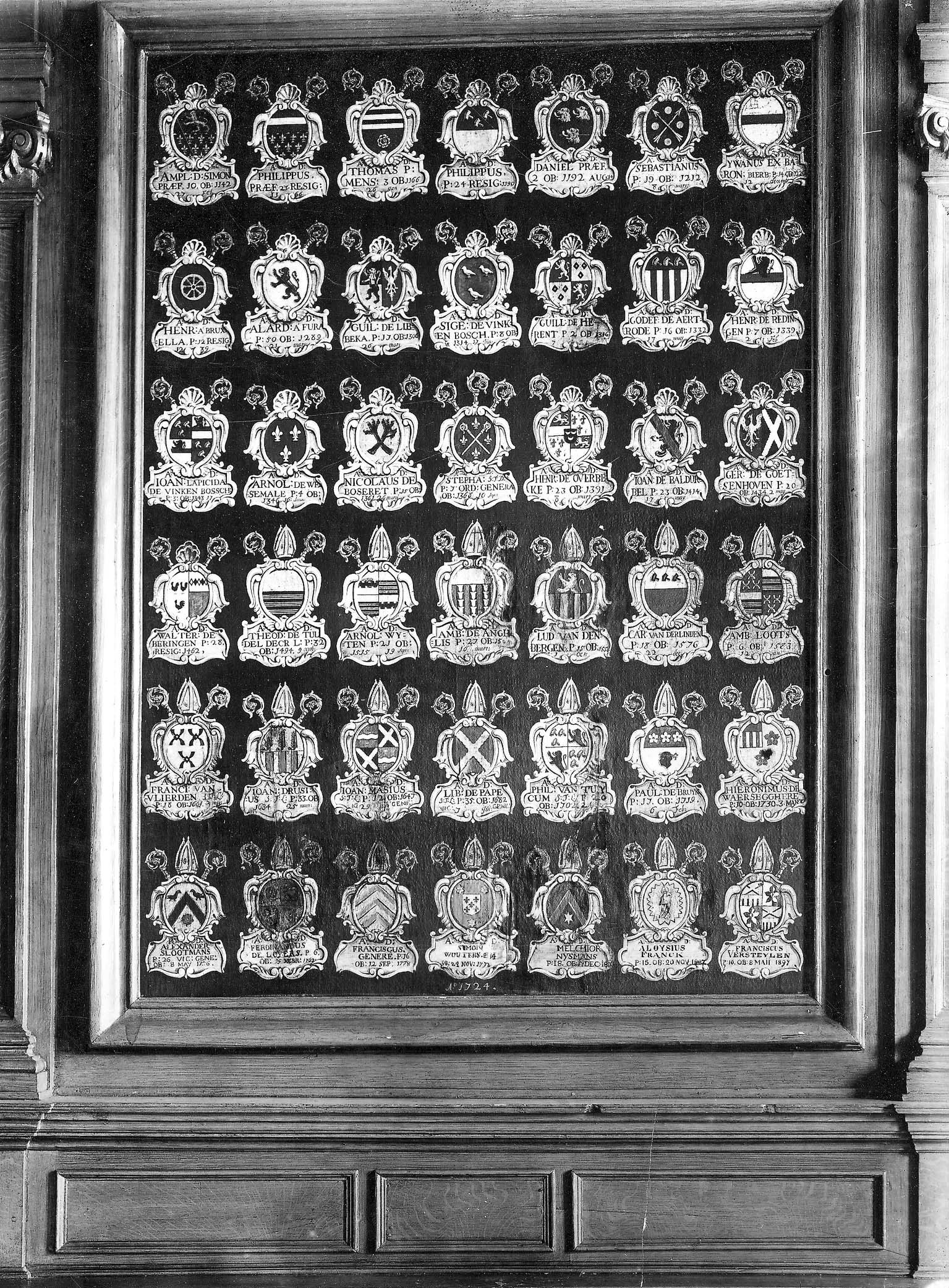
Tableau des armes des abbés de Parc (1724)

Les armes de l'abbé Libert de Pape se blasonnent : « de gueules au sautoir engrêlé d'or ». La devise associée à ces armes est : « Per crucem libertus »,.
Les armes de l'abbé Libert de Pape sont empruntées à sa famille. Une représentation est conservée à l'abbaye de Parc, sur un tableau de synthèse daté de 1724 identifiant les armes de tous ses abbés, mais elles reposent aussi sur deux taques de cheminée en fonte à l'abbaye.
Un examen de l'armorial des abbés de Parc permet en outre de rapprocher les armes de l'abbé Libert de Pape de celles de tous les autres abbés de l'établissement religieux.